# Yampier Hernández
Yampier Hernández (n. 30 august 1984, La Habana, Havana Province⁠(d), Cuba) este un boxer ce a reprezentat Cuba, medaliat olimpic. A participat la o ediție a Jocurilor Olimpice (2008) în care a câștigat o medalie de bronz.

## Participări
Lista de mai jos prezintă principalele competiții la care a participat Yampier Hernández de-a lungul carierei.
- boxing at the 2008 Summer Olympics – light flyweight[*]